# Programmable UJT
Een Programmable UJT of PUT is een unijunctiontransistor (afgekort: UJT) die op een referentiespanning kan worden aangesloten. De PUT leent zich bijzonder goed voor het maken van een eenvoudige (zaagtand)oscillator.

## Werking
Als op de gate (G) een vaste spanning wordt aangeboden (door een weerstandsdeler) zal een stijgende spanning op de anode (A) door het opladen van een condensator bij het bereiken van de gatespanning plotseling 'doorslaan', kortgesloten worden naar de kathode (K). Als de stroom door anode-kathode dan laag genoeg is herstelt de component zich weer in de uitgangspositie.

## Schematische weergave
Het verschil met een normale thyristor wordt aangeduid met de aan de bovenzijde geplaatste gate-aansluiting.

## Voorbeelden van een PUT
Motorola
- 2N6027
- 2N6028
- MPU131
- MPU132
- MPU133
- 2N6116
- 2N6117
- 2N6118